# Peter Waskönig
Peter Waskönig (* 28. Februar 1932 in Wuppertal-Elberfeld; † 23. August 2017) war ein deutscher Unternehmer und Förderer von Forschung und Wissenschaft. 2005 zeichnete ihn dafür die Carl von Ossietzky Universität Oldenburg mit der Ehrendoktorwürde aus.

## Leben
Waskönig übernahm 1962 den in Wuppertal seit drei Generationen ansässigen Betrieb für isolierte Leitungen Waskönig+Walter und machte ihn nach seiner Umsiedlung nach Ramsloh bei Oldenburg zu einem Kabelwerk mit heute etwa 500 Mitarbeitern. 1991 übergab er die Leitung an seine Söhne Michael und Jörg Waskönig und fungierte danach im Aufsichtsrat der Firmengruppe mit Dependancen in Dänemark und der Schweiz.
Waskönig bekleidete die Präsidentschaft der Industrie- und Handelskammer Oldenburg (1986–1994) und den Vorsitz der Wirtschaftlichen Vereinigung „Der kleine Kreis“ (1996–2003). 1994 übernahm er auch den Vorsitz der Universitätsgesellschaft Oldenburg e.V. und führte sie bis 2003 mit etwa 1000 Mitgliedern zu einer der größten ihrer Art in Deutschland. Im Rahmen dieses Engagements für die Universität gründete er zudem die Peter-Waskönig-Stiftung zur Förderung begabter Studenten und gehörte zu den Hauptinitiatoren des Technologie- und Gründerzentrums Oldenburg.

## Veröffentlichungen
- Peter Waskönig, Management – Historie, Gegenwart und Zukunft, Rhauderfehn 1990
- Peter Waskönig, Controlling – Wesen, Entwicklung, Aufgaben, Rhauderfehn 2003
- Peter Waskönig, Durch Freiwilligkeit zur Unabhängigkeit, Oldenburg 2003
- Peter Waskönig, Immer auf Draht – von 1873 bis heute: Die Geschichte der Firma Waskönig + Walter, Rhauderfehn 2007
- Gerhard Harms und Peter Waskönig (Hrsg.), Mehr Lust als Last? – Der Gründungsrektor und die Präsidenten der Carl von Ossietzky Universität über ihre Herausforderungen und Erfolge 1974–2010, Oldenburg 2011